# Sean Hawk
Sean Hawk hadnagy a Star Trek egyik szereplője. Neal McDonough alakítja a Star Trek: Kapcsolatfelvétel című filmben. A Borggal szembeni ellenállás során életét veszti a deflektortányérnál, miután a Borg asszimilálja, s így Worf végez vele.
A film első forgatókönyve alapján a szereplő homoszexuális beállítottságú lett volna, így itt jelent volna meg az első meleg szereplő a Star Trek filmekben. Később ezt az ötletet elvetették.